# Johann Jakob Röhrig
Johann Jakob Röhrig (* 13. April 1787 in Neuerkirch; † 1856 ebenda) war ein Dorfschullehrer in der kleinen Gemeinde Neuerkirch im Hunsrück, der in den Jahren 1813 und 1814 auf französischer Seite an den Napoleonischen Kriegen teilnahm. Seine Memoiren, in denen er seine Militärdienstzeit ausführlich abhandelte, zählen heute aufgrund ihrer äußerst realistischen und unprätentiösen Schilderungen mit zu den interessantesten und wichtigsten Quellen, die einfache Soldaten über ihre Erlebnisse und ihre Sicht der weltpolitischen Umwälzungen, deren Zeugen sie wurden, hinterlassen haben.

## Leben
Johann Jakob Röhrig wurde als Sohn des Schulmeisters von Neuerkirch im Hunsrück geboren. Er erlebte die mit dem Ersten Koalitionskrieg einhergehenden politischen Umwälzungen in den linksrheinischen Gebieten mit und war seit dem Frieden von Lunéville und der Schaffung des Départements du Mont-Tonnerre (deutsch: Donnersberg) französischer Staatsbürger. Als solcher wurde er 1807 der Konskription unterstellt, aufgrund des geringen Bedarfs an Soldaten allerdings nicht zur Armee eingezogen. Daher konnte er sich weiterhin seiner Ausbildung zum Dorfschullehrer widmen.
Als durch die Vorbereitungen für den Russlandfeldzug Napoléons I. der Bedarf an Soldaten gewaltig anstieg, wurde im März 1812 auch Röhrig einberufen. Obwohl es ihm seinen Aufzeichnungen zufolge möglich gewesen wäre, sich der Einberufung zu entziehen, unternahm er dazu keinerlei Versuch. Vielmehr kam er dieser Pflicht für Napoleon I., den er tief verehrte, freudig nach. Zunächst wurde er der 80. Kohorte der Nationalgarde zugeteilt, die schließlich zum Aufbau des 150. Linieninfanterie-Regiments (150e régiment d'infanterie de ligne) verwendet wurde. Als Voltigeur, als leichter Infanterist, nahm er in den Folgejahren an einigen der mörderischsten Schlachten der Befreiungskriege teil.
Seine Feuertaufe erlebte Röhrig im April 1813 im Rahmen des Gefechts bei Möckern in der Nähe Magdeburgs. Anschließend war sein Regiment am Feldzug in Schlesien beteiligt, der im August 1813 mit einer schweren französischen Niederlage in der Schlacht an der Katzbach endete. Im Oktober 1813 erlebte Röhrig die Völkerschlacht bei Leipzig und danach den Rückzug seines Regiments in Richtung Paris. Röhrig avancierte während seiner Militärdienstzeit bis zum Sergent-major und blieb bis zur erstmaligen Abdankung Napoléons im April 1814 Soldat. Er wurde zweimal für die Beförderung zum Offizier sowie für die Aufnahme in die Ehrenlegion vorgeschlagen. In Valenciennes wurde er schließlich ehrenhaft entlassen und kehrte nach Hause zurück.
Da Frankreich die in den vorangegangenen zwölf Jahren annektierten Gebiete wieder hatte abtreten müssen, war Röhrig nun kein französischer Staatsbürger mehr. Nach einem kurzen Intermezzo in der preußischen Armee im Jahr 1815, trat er in den Schuldienst ein und blieb fortan Dorfschullehrer. Seinen Memoiren ist zu entnehmen, dass er mit seinem neuen Beruf nicht ganz zufrieden war und den Jahren als Soldat noch lange nachtrauerte. In seinen späteren Jahren widmete er sich neben seinen schulischen Pflichten vor allem der Niederschrift seiner Lebenserinnerungen, die ein beredtes Zeugnis über den Alltag, die Erlebnisse und Empfindungen eines einfachen Soldaten während der Napoleonischen Kriege abgeben. 1856 verstarb Röhrig als geachtetes Mitglied seiner Heimatgemeinde.